# Emund Eriksson
Emund Eriksson, död omkring 970, var enligt Adam av Bremen en sveakung som skall ha regerat någon gång under andra halvan av 900-talet. Adam av Bremen nämner att Emund Eriksson var allierad med Harald Blåtand, och anger att han efterträddes av Erik Segersäll. Adam av Bremen förklarar dock inte hur de var släkt, men traditionen säger att Erik Segersäll var hans son. Emund skall ha varit son till Erik Ringsson. 
Enligt ättartalet som bifogats Hervarar saga var Erik Segersälls far och företrädare Björn Eriksson.